# Brachyserphus parvulus
Brachyserphus parvulus är en stekelart som först beskrevs av Christian Gottfried Daniel Nees von Esenbeck 1834.  Brachyserphus parvulus ingår i släktet Brachyserphus, och familjen svartsteklar. Arten är reproducerande i Sverige.